# No Way Out 2012
No Way Out 2012 was een professioneel worstel-pay-per-viewevenement dat georganiseerd werd door de WWE. Dit evenement was de elfde en laatste editie van No Way Out en vond plaats in de Izod Center in Rutherford (New Jersey) op 17 juni 2012.
De show startte met een halfuur durende pre-show dat live op YouTube werd uitgezonden. De pre-show omvatte een een-op-eenmatch tussen Brodus Clay en David Otunga en vervolgens een overzicht van matchen dat tijdens de pay-per-view werden uitgezonden.

## Matchen
| Nr.                                                                        | Match | Winnaar(s)        |
| -------------------------------------------------------------------------- | --- | ----------------- |
| -                                                                          | Brodus Clay vs. David Otunga in een een-op-eenmatch                                                                     | Brodus Clay       |
| 1                                                                          | Sheamus (c) vs. Dolph Ziggler in een een-op-eenmatch voor het World Heavyweight Championship                            | Sheamus           |
| 2                                                                          | Santino Marella vs. Ricardo Rodríguez in een Tuxedo match                                                               | Santtino Marella  |
| 3                                                                          | Christian (c) vs. Cody Rhodes in een een-op-eenmatch voor het Intercontinental Championship                             | Christian (c)     |
| 4                                                                          | The Usos vs. Prime Time Players vs. Primo en Epico vs. Tyson Kidd & Justin Gabriel in een Fatal Four-Way tag team match | Primetime Players |
| 5                                                                          | Layla (c) vs. Beth Phoenix in een een-op-eenmatch voor het Divas Championship                                           | Layla (c)         |
| 6                                                                          | Sin Cara vs. Hunico in een een-op-eenmatch                                                                              | Sin Cara          |
| 7                                                                          | CM Punk (c) vs. Kane vs. Daniel Bryan in een Triple Threat match voor het WWE Championship                              | CM Punk (c)       |
| 8                                                                          | Ryback vs. Dan Delaney & Rob Grymes in een Handicap match                                                               | Ryback            |
| 9                                                                          | John Cena vs. Big Show in een Steel Cage match1                                                                         | John Cena         |
| (c) huidige kampioen voor en na de match, (nc) nieuwe kampioen na de match | |                   |

1 Als Big Show de wedstrijd verliest van John Cena, zal John Laurinaitis ontslagen worden.